# Melanostomias melanops
Melanostomias melanops es una especie de pez de la familia Stomiidae en el orden de los Stomiiformes.

## Morfología
Los machos pueden llegar alcanzar los 26 cm de longitud total.

## Hábitat
Es un pez de mar y de aguas profundas que vive entre 350-1.024 m de profundidad.

## Distribución geográfica
Se encuentra en el Atlántico norte (entre 35 ° N-8 ° N, el Golfo de México y el Mar Caribe), el Atlántico sudoccidental (entre 10 ° S y 30 ° S), el Índico y el Pacífico.